# Kanton Belin-Béliet
Der Kanton Belin-Béliet war von 1790 bis 2015 ein französischer Wahlkreis im Arrondissement Arcachon, im Département Gironde und in der Region Aquitanien. Vertreter im Generalrat des Départements war zuletzt von 2009 bis 2015 Vincent Nuchy (PS).

## Geschichte
Der Kanton wurde am 4. März 1790 im Zuge der Einrichtung der Départements als Teil des damaligen "Distrikts Bordeaux" gegründet.
Mit der Gründung der Arrondissements am 17. Februar 1800 wurde der Kanton als Teil des damaligen Arrondissements Bordeaux neu zugeschnitten. Seit dem 1. Januar 2007 gehörte der Kanton zum Arrondissement Arcachon.
Siehe auch Geschichte Gironde und Geschichte Arrondissement Bordeaux.

## Gemeinden
| Gemeinde     | Einwohner Jahr | Fläche km² | Bevölkerungsdichte | Code INSEE | Postleitzahl |
| ------------ | -------------- | ---------- | ------------------ | ---------- | ------------ |
| Le Barp      | 5118 (2013)    | 107,32     | 48 Einw./km²       | 33029      | 33114        |
| Belin-Béliet | 4830 (2013)    | 156,03     | 31 Einw./km²       | 33042      | 33830        |
| Lugos        | 862 (2013)     | 62,14      | 14 Einw./km²       | 33260      | 33830        |
| Saint-Magne  | 1012 (2013)    | 82,66      | 12 Einw./km²       | 33436      | 33125        |
| Salles       | 6514 (2013)    | 137,98     | 47 Einw./km²       | 33498      | 33770        |